# Uniwersytet Bliskiego Wschodu
Uniwersytet Bliskiego Wschodu (tur. Yakın Doğu Üniversitesi) – prywatna uczelnia wyższa zlokalizowana w Nikozji na Cyprze Północnym. 
Uczelnia została założona w 1988 roku przez przedsiębiorcę Suata Günsela, który został też jej pierwszym rektorem. Uniwersytet jest największą instytucją edukacyjną na Cyprze Północnym, kształci się na nim ok. 30 tys. studentów.  
W skład uczelni wchodzą następujące jednostki administracyjne:
- Wydział Pedagogiczny
- Wydział Rolnictwa
- Wydział Architektury
- Wydział Sztuki i Nauki
- Wydział Inżynierii Lądowej i Środowiskowej
- Wydział Komunikacji
- Wydział Stomatologii
- Wydział Ekonomii i Administracji
- Wydział Inżynierii
- Wydział Sztuk Pięknych i Designu
- Wydział Nauk o Zdrowiu
- Wydział Prawa
- Wydział Medycyny
- Wydział Pielęgniarstwa
- Wydział Kształcenia Otwartego i Zdalnego
- Wydział Sztuk Performatywnych
- Wydział Farmacji
- Wydział Nauk o Sporcie
- Wydział Teologii
- Wydział Turystyki
- Wydział Medycyny Weterynaryjnej